# Caprera
Caprera è un'isola italiana dell'arcipelago di La Maddalena, al largo della costa nord-orientale della Sardegna.
Il suo territorio appartiene amministrativamente al comune di La Maddalena ed è interamente ricompreso nel Parco Nazionale dell'Arcipelago di La Maddalena, area protetta di interesse nazionale e comunitario.
In particolare la zona marina di fronte all'area di Punta Rossa, estrema propaggine a sud dell'isola, è un'area a massima tutela ambientale, con cala Andreani e la spiaggia del Relitto.
La dorsale orientale dell'isola è zona terrestre a protezione integrale, mentre l'area marina antistante Punta Coticcio, compresa Cala Coticcio, è protetta con provvedimenti dell'ente gestore del parco nazionale.
Dal punto di vista biologico-naturalistico, significativa è la presenza di numerosi endemismi in tutta l'isola.
L'isola conta meno di 100 abitanti, per la maggior parte residenti nel borgo di Stagnali.
Il luogo ha un rilevante peso nella cultura italiana di massa in quanto fu l'ultima dimora di Giuseppe Garibaldi e il posto ove le sue spoglie riposano; la sua casa è oggi un museo a lui intitolato, di proprietà del ministero della cultura.

## Geografia

### Territorio

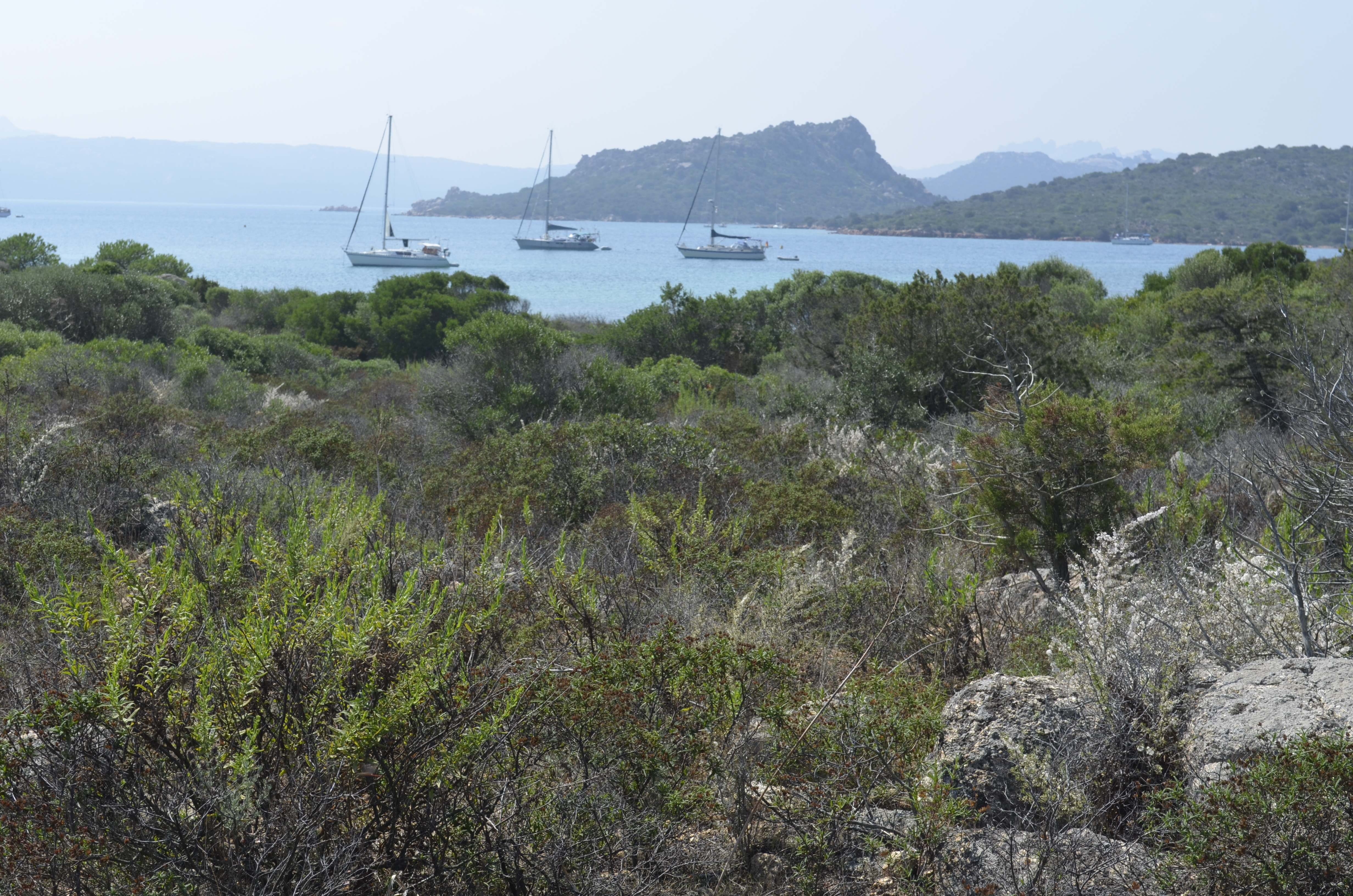
Un'insenatura sull'isola di Caprera.

Il monte Teialone, il suo rilievo massimo, raggiunge i 212 m s.l.m. e l'isola, con una superficie di 15,7 km², seconda per estensione dopo La Maddalena, è ad essa collegata da un ponte di acciaio costruito nel 2009, che va a sostituire il ponte Bailey del 1959 opera della Marina Militare, a sua volta edificato in rimpiazzo del pre-esistente ponte-diga datato 1890 e realizzato dalla Società Nazionale Officine di Savigliano.
Di natura granitica, possiede numerosi boschi, principalmente pinete, e litorali a ría con cale sabbiose alternate da scarpate a picco sul mare. Il colore delle acque è di un verde cristallino intenso per merito delle forti correnti che puliscono il mare dalle particelle in sospensione e dei fondali di sabbia bianchissima che ne risaltano le tonalità.

### Geografia umana
Nella grande tenuta, piana della Tola, Garibaldi piantò molti alberi e cominciò a fare la vita del contadino, coltivando i campi ed allevando polli, ovini, cavalli (la sua celebre cavalla bianca, Marsala, è sepolta poco lontano dalla casa), e molti asini ai quali si divertiva dare il nome dei suoi nemici (il più recalcitrante dei quali fu chiamato col nome del papa Pio IX). 

### Fauna

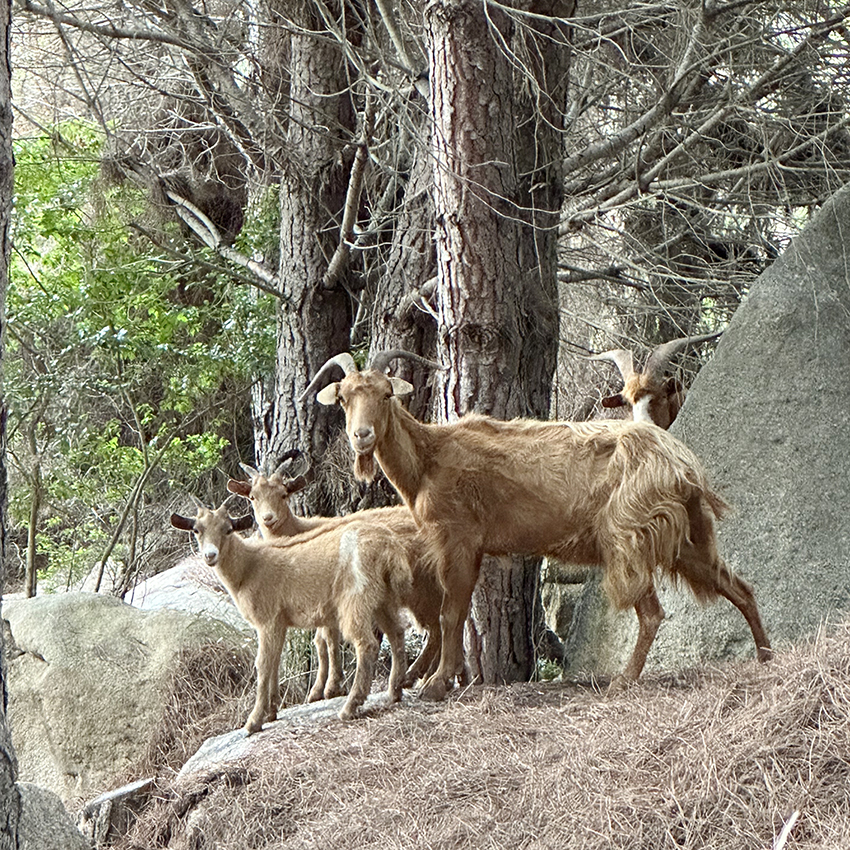
Capre e caprette in una pineta.

Nell'isola è presente una nutrita popolazione di capre selvatiche che vive allo stato brado. L'Ente Parco, in collaborazione con l'Associazione Allevatori della Regione Sardegna, sta tentando di censire tale popolazione caprina allo scopo di individuarne il patrimonio genetico. Stando ai primi rilevamenti, questi esemplari non appartengono alle razze autoctone sarde e non ne è stata determinata l'origine certa.

### Flora
A Caprera sono presenti numerose specie vegetali endemiche. 
Sono diffuse sull'isola ampie pinete, la cui leggenda vuole che a piantare il primo pino sia stato Giuseppe Garibaldi nei pressi della sua abitazione. Le specie di pini presenti a Caprera sono quattro: principalmente troviamo il pino domestico, a cui fanno seguito il pino d'Aleppo e il pino marittimo, oltre a qualche esemplare di pino delle Canarie.
Vicino alla Casa Bianca si trova anche il pino domestico conosciuto come Pino di Clelia, oggi un albero monumentale di oltre 10 metri, che fu piantato proprio da Garibaldi il giorno della nascita di sua figlia Clelia, il 16 febbraio del 1867.

## Storia

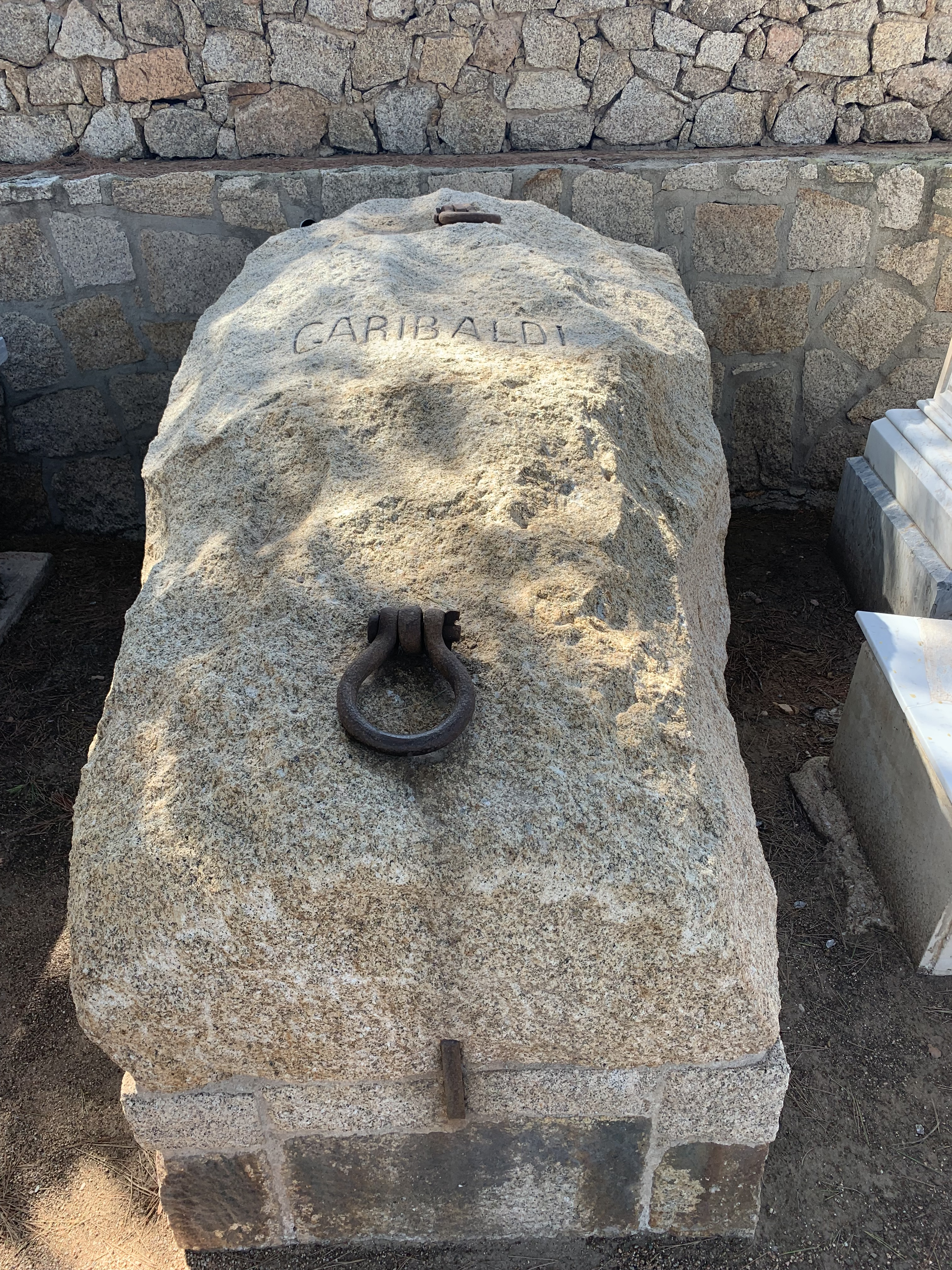
La tomba di Giuseppe Garibaldi

L'isola fu abitata in epoca romana, e rimase poi deserta.
Agli inizi del XIX secolo venne frequentata da alcuni pastori che vi sfruttarono i terreni come pascolo per le capre. Nella seconda metà dello stesso secolo vi si stabilì una famiglia inglese, i Collins, proprietaria di alcuni terreni dell'isola.
L'isola è nota soprattutto per essere stata la dimora (per 27 anni) e il luogo della morte di Giuseppe Garibaldi.
Egli acquistò infatti, con l'eredità del fratello Felice, la metà settentrionale di Caprera nel 1855 vivendo inizialmente in una casupola.
Successivamente Garibaldi si fece costruire, nello stile delle fazendas sudamericane, la famosa "Casa Bianca", oggi museo; l'altra metà dell'isola, in quel momento, apparteneva ai coniugi inglesi Richard e Emma Collins.
«Dieci anni dopo, grazie a una sua importante ammiratrice inglese, Emma Roberts, che organizzò in Inghilterra una raccolta fondi per acquistare la rimanente parte dell’isola dalla vedova Collins, anche lei inglese, Garibaldi poté diventarne proprietario. Nel 1882, subito dopo la sua morte, la famiglia Garibaldi fece atto di donazione dell’intera isola di Caprera allo Stato italiano. A quell’atto seguirono nel 1890 prima e nel 1907 poi le leggi che dichiararono la Casa, la Tomba e i terreni agricoli annessi (...) Monumento Nazionale». 
Nella Casa Bianca Garibaldi visse con i figli avuti da Anita e quelli che ebbe da una domestica e dalla terza moglie Francesca Armosino.
Nella stanza di Garibaldi, l'orologio e i calendari appesi a una parete segnano ancora la data e l'ora della morte dell'eroe: il 2 giugno del 1882 alle ore 18.21. Contravvenendo alle sue ultime volontà, le sue spoglie vennero imbalsamate e sepolte in una tomba, in granito grezzo, appena dietro la casa.
A Caprera sono rimasti la casa di Garibaldi, le sue barche e i suoi oggetti, diventati cimeli di un museo fra i più conosciuti e visitati d'Italia. Il Compendio Garibaldino di Caprera è aperto alle visite, eccetto il lunedì per turno settimanale di riposo. La vita di Garibaldi sull'isola e come egli la coltivava sono descritte nel libro di memorie scritto dalla figlia Clelia, intitolato Mio padre.
Nel 1982 è stata dichiarata Riserva naturale orientata, fino alla costituzione del parco nazionale.

## Turismo

Panoramica della spiaggia del Relitto

Grazie al ponte che la collega a La Maddalena, alla vasta pineta, alle numerose insenature e ai musei del Compendio Garibaldino, l'isola di Caprera è molto frequentata dai turisti di ogni parte del mondo.
Sono molte le spiagge e le baie che si alternano lungo la costa dell'isola, fra cui si possono citare:
- Cala Garibaldi (dove un tempo sorgeva il Club Méditerranée, dismesso nel 2006)
- Cala Serena
- Cala Caprarese
- Cala Napoletana
- Punta Crucitta
- Cala Coticcio
- Cala Brigantina
- Due Mari (Cala Portese)
- Spiaggia del Relitto
- Cala Andreani
- Porto Palma
- Cala degli Inglesi

Durante i mesi estivi, nella pineta centrale si installano diversi chioschi bar.

## Sport

### Ciclismo
Giro d'Italia
È stata sede della Grande Partenza del Giro d'Italia dell'edizione 2007, con il via ufficiale della corsa dato il 20 maggio dal borgo di Stagnali alla volta di La Maddalena, dove si concluse la prima tappa (cronometro a squadre) con la vittoria del team Liquigas. L'evento rimane l'unico in cui la città è stata sede di tappa della "Corsa Rosa".

### Vela
L'isola è sede di una scuola di vela, il centro velico Caprera.